# Aide simienne

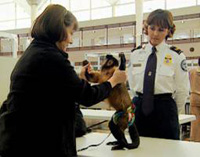
Un agent de la Transportation Security Administration inspecte un capucin domestiqué en 2010.

L'aide simienne est une forme d'aide animalière aux personnes handicapées, généralement tétraplégiques. En cas de grave handicap moteur sans trouble du langage, des singes sont dressés pour pouvoir les aider au quotidien et ainsi accroître leur autonomie.

## Histoire
L’utilisation des primates pour aider les hommes handicapés n’est pas nouvelle : à la fin du XIXe siècle, un babouin nommé Jack était l'assistant d'un aiguilleur de chemin de fer sud-africain amputé des deux jambes. Le babouin poussait le fauteuil roulant de l’aiguilleur jusqu’à son poste de travail, et ensuite, sous la surveillance de son maître James Wilde, il actionnait les divers leviers.
C'est en 1979, aux États-Unis, que le premier singe capucin est éduqué à l'université Tufts de Boston pour aider les personnes tétraplégiques.  
En 1982, toujours aux États-Unis, le médecin-psychologue Mary Joan Willard lance un programme nommé Helping Hands que l'on peut traduire par « mains aidantes ». En l'an 2000, une vingtaine de petits singes capucins furent envoyés aider des personnes handicapées aux États-Unis. Depuis lors le programme a été abandonné.
En 1986, au Canada, le même type d'expérience débute à l'Institut de dressage simien de Montréal qui achève l'éducation de 6 singes mais abandonne le projet pour des raisons financières avant leur placement.
En 1989, en Israël, un premier singe a commencé à travailler, mais l'expérience fut interrompue.    
En 1989, une collaboration franco-belge a lancé en Europe un projet ayant à la fois une portée de recherches et de services. Les équipes du docteur M. Busnel au Centre mutualiste de rééducation et de réadaptation fonctionnelles de Kerpape (Lorient) et du professeur M. Mercier au département de Psychologie de la faculté de médecine des Facultés Universitaires Notre-Dame de la Paix (Namur) ont mis au point un programme dont les phases essentielles se sont achevées en 2000. En 2003, sur les 8 placements faits dans le cadre du programme français, seuls trois animaux continuaient leur service commencé en 1996. Le projet s'est terminé en 2007,.

## Les singes

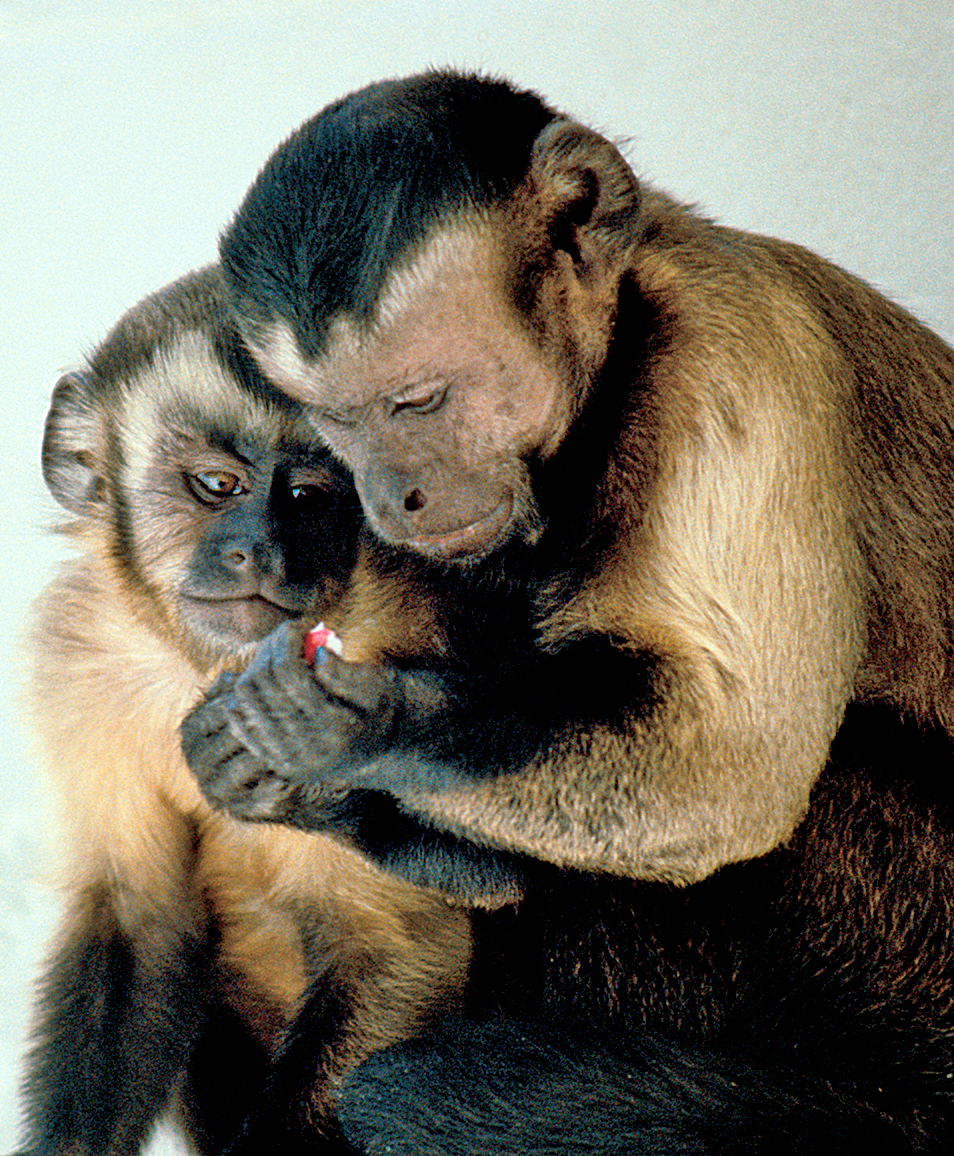
Les singes capucins à houppe noire (Cebus apella) sont très habiles et intelligents

Ce sont les singes capucins (appelés aussi sapajous ou sajous) de l'espèce à houppe noire Cebus apella qui ont été choisis pour leurs qualités à la fois comportementales et physiques : ils sont de nature calme, intelligents et habiles, pour une petite taille et un  faible poids. C'est une espèce répandue à travers le monde dont la longévité d'environ 35 ans en fait, en outre, des compagnons durables pour l'être humain.

### Le dressage
Le but est d'apprendre aux singes à effectuer les multiples tâches simples quotidiennes, routinières et répétitives que ne peuvent pas assurer en permanence les personnes chargées des tétraplégiques qui vivent seuls, hors d'une institution spécialisée : tourner les pages d'un livre, ramasser un objet, le déplacer ou l'apporter, porter la nourriture à la bouche, appuyer sur un bouton, ouvrir une porte, etc.
Pour obtenir des individus parfaitement socialisés et aptes à accomplir les tâches nécessaires à l'aide d'un handicapé, les singes nés en laboratoire sont élevés durant 3 à 4 ans dans des familles d'accueil qui les apprivoisent et les éduquent presque comme des enfants dans l'intention de leur faire perdre certains comportement naturels inappropriés selon l'être humain (morsure, fuite, marquage d'urine...) et de les habituer aux humains, au langage ou aux manipulations ainsi qu'au port permanent d'une couche et d'une laisse. Vient ensuite la phase d'entraînement fondée sur la confiance, les principes du conditionnement opérant et de récompenses, qui dure selon les individus entre 8 et 12 mois.
L'animal peut déjà être placé quand il est capable d'accomplir une dizaine de tâches générales.

### Le placement
Une fois chez la personne handicapée qui doit être assistée, le dresseur transfère progressivement son autorité au tétraplégique pour qu'il réussisse à le faire travailler sur demande. Pendant environ 6 mois, des spécialistes de la réadaptation fonctionnelle surveillent cette adaptation à un nouveau maître et un nouvel environnement.
Finalement, il fut observé qu'un capucin est capable d'accomplir sur ordre une cinquantaine de tâches.

## Bilan de l'aide simienne
Malgré quelques succès, plusieurs singes étaient inattentifs ou fatigués et certains ont développé des comportements agressifs ou sexuels inappropriés.
Financièrement, même si le dressage était long et relativement coûteux, l'aide simiesque restait intéressante en 2003 si on comparait le coût global de la formation d'un capucin (23 000 euros pour 20 ans d'aide) au coût d'un chien guide d'aveugle (11 500 euros pour 10 ans d'aide).
Bien que permettant le développement de liens affectifs appréciables, entre l'animal et son maître, l'utilisation de singes dans ce domaine n'est qu'une étape en attendant les progrès logiciels et robotiques. Une fois mis au point un robot moins onéreux et plus souple, le long et coûteux dressage des capucins n'aura plus de véritable justification.
De plus, il est évident que ni l'aide animalière, ni l'aide technologique ne peuvent remplacer la présence humaine de l'entourage familial et l'aide des professionnels auprès du handicapé.
Tout ceci a fait progressivement abandonner les expériences sur ce mode d'assistance un peu partout dans le monde.

## Aspects culturels
- Incidents de parcours (Monkey Shines), est un film d'horreur et de science-fiction américain réalisé par George Andrew Romero, sorti en 1988. Allan Mann est un jeune scientifique qui voit son brillant avenir brisé par un accident qui le laisse paraplégique. Un ami lui offre un singe capucin prénommé Ella pour l'aider et Allan reprend goût à la vie, mais l'animal développe bientôt un comportement agressif envers tous ceux qui s'approchent de lui.
- Héros Malgré Lui (Monkey) - épisode no 22, saison 3 de la série télévisée Malcolm - met en scène un singe capucin chargé d'assister Craig Feldspar qui l'a adopté pour faire l'économie d'une infirmière car il est provisoirement handicapé. Sa collègue de travail, la mère de Malcolm, insiste pour qu’il s’en sépare. Craig persiste à le garder mais Oliver, le petit singe, devient de plus en plus agressif, au point de lui faire craindre pour sa vie.
- Le Journal de Lisa Simpson - épisode 21, saison 9 de la série animée les Simpson, où le gérant du Kwik-E-Mart, Apu, utilise un singe capucin afin de prendre les paiements des clients, étant paralysé et confiné dans une chaise roulante après un braquage armé. Homer, pourtant valide, prendra exemple sur lui et se rendra dans une animalerie spéciale afin de s'en procurer.